# 約翰·斯圖亞特 (布肯伯爵)

約翰·斯圖亞特的徽章

布肯伯爵約翰·斯圖亞特（英語：John Stewart，約1381年—1424年8月17日），是英法百年戰爭期間的一名蘇格蘭貴族，與法蘭西─蘇格蘭聯軍成員作戰。他是蘇格蘭攝政王奧爾巴尼公爵羅伯特·斯圖亞特之子，1419年，公爵派他率六千人的軍隊前往法蘭西。1421年3月21日的博热战役中，他親自率領法蘭西─蘇格蘭聯軍擊潰英軍，為法軍帶來連年戰敗後的第一次勝利。然而他在兩年後的克拉旺戰役被湯瑪斯·蒙泰居俘虜，於1424年被釋放後成為法蘭西王室統帥，為法軍的最高指揮官。1424年8月17日，他與眾多蘇格蘭軍隊在韋納伊戰役中慘敗身亡。

## 早年
約翰·斯圖亞特大約在1381年出生，是奧爾巴尼公爵羅伯特·斯圖亞特與其第二任妻子穆瑞拉·凱斯（Muriella Keith）的兒子。在他的叔叔巴德諾赫之狼亞歷山大·斯圖亞特於1405年過世後，約翰繼承了布肯伯爵。1406年，羅伯特·斯圖亞特成為國王詹姆斯一世的攝政王，權傾朝野。

## 家庭
約翰和道格拉斯伯爵的女兒伊莉莎白·道格拉斯（約1451年逝）成婚。他們僅有一個女兒瑪格麗特·斯圖亞特（約1425年─1461年），與喬治·西頓成婚。

## 百年戰爭
1419年，羅伯特·斯圖亞特派遣約翰率6000人前往支援法蘭西，由西班牙艦隊運送他們到拉羅歇爾港。剛開始約翰的士兵因為喜好吃喝而不受到法軍歡迎。約翰和法蘭西元帥吉爾貝·莫提耶·德·拉法葉共同指揮法蘭西─蘇格蘭聯軍。約翰在王太子查理的授意下前往安茹對抗英王亨利五世的弟弟克拉倫斯公爵，在1421年3月21日於博熱戰役大敗英軍，克拉倫斯公爵遭到約翰·斯溫頓爵士重傷，然後被約翰的戰斧了結，這是自英王理查二世即位以來英軍第一次遭到嚴重打擊。
博熱戰役大大地提昇法蘭西與蘇格蘭人的士氣，證明英軍並非戰無不勝。教宗馬丁五世聽聞這次勝利稱讚到：「蘇格蘭真是（對抗英國的）一劑良藥。」

### 被俘與釋放

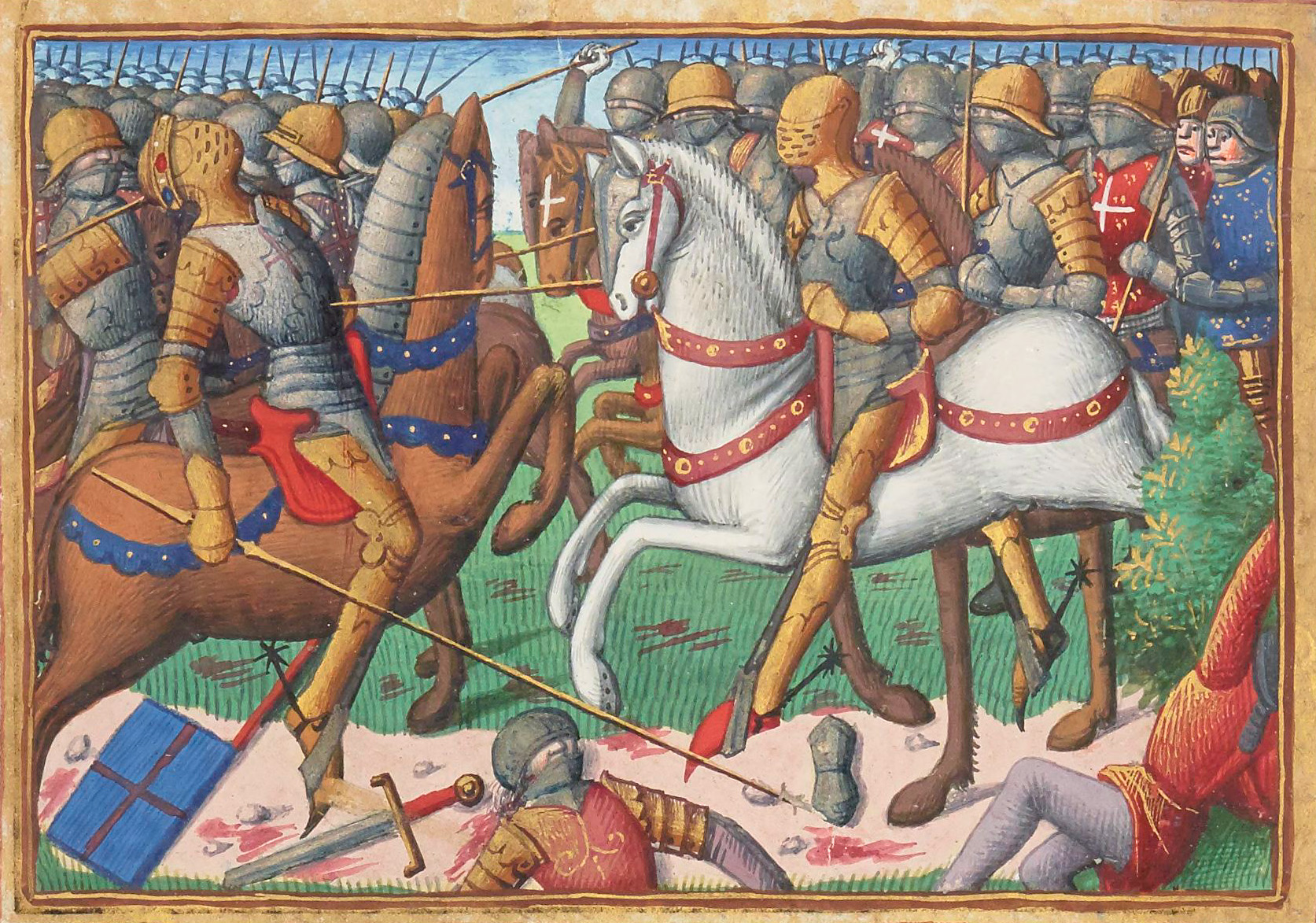
博熱戰役（1421年3月21日），斯圖亞特在此大勝英軍。

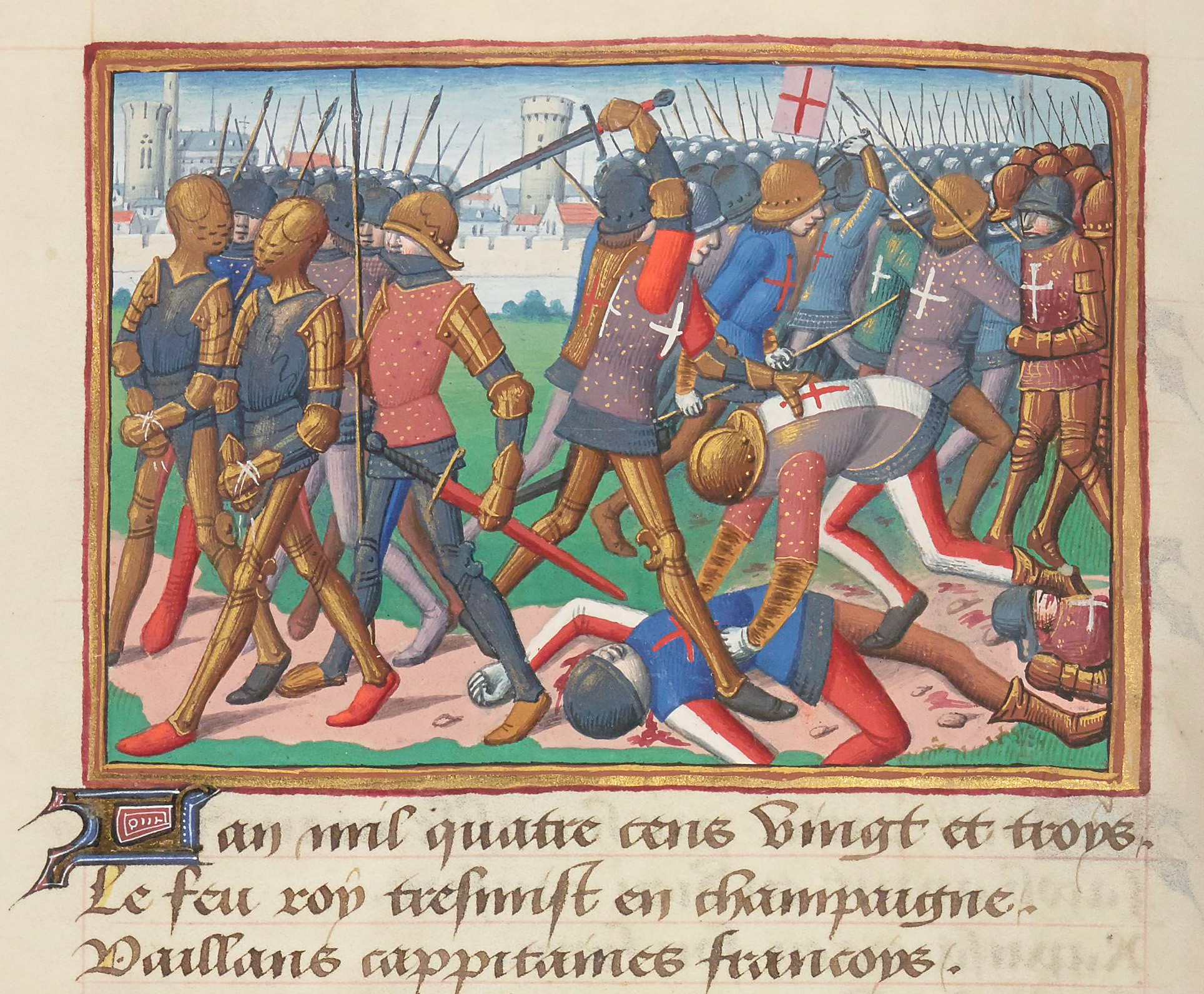
1423年克拉旺戰役，約翰在此戰敗被俘。

1423年夏，約翰在克拉旺戰役總領法蘭西與蘇格蘭人的混編軍，他在勃艮第一處位於歐塞爾東南方的村莊克拉旺附近遭遇英格蘭─勃艮第聯軍。該處位在塞納河左岸支流的約訥河上的一座橋樑與周邊淺灘，約翰坐鎮在河的一側，他的兵力超出英格蘭─勃艮第聯軍的兩倍。英格蘭─勃艮第聯軍在河對岸由湯瑪斯·蒙泰居指揮，約有4000人。
雙方在河岸兩側對峙了三個小時，沒有人嘗試渡河。蒙泰居最後終於率軍涉水渡過河水及腰，寬50公尺的河流，在英軍的箭雨掩護下前進。同一時間，另一支英軍在威洛比男爵的帶領下度過窄橋切斷法軍。
當法軍開始撤退時，蘇格蘭人不願逃離而被斬殺。超過3000名法軍戰死，俘虜多達2000人，其中包含了約翰·斯圖亞特與另一名指揮旺多姆伯爵。英王亨利五世再度強調對蘇格蘭地宗主權，以叛國之名處死蘇格蘭士兵，約翰非常幸運的逃離死劫並被贖回。
1424年，約翰·斯圖亞特被任命為法蘭西王室統帥，成為法軍的最高指揮官。為了彌補克拉旺戰役的損失，道格拉斯伯爵帶領了新的一支軍隊由蘇格蘭前來法蘭西。

### 韋納伊戰役

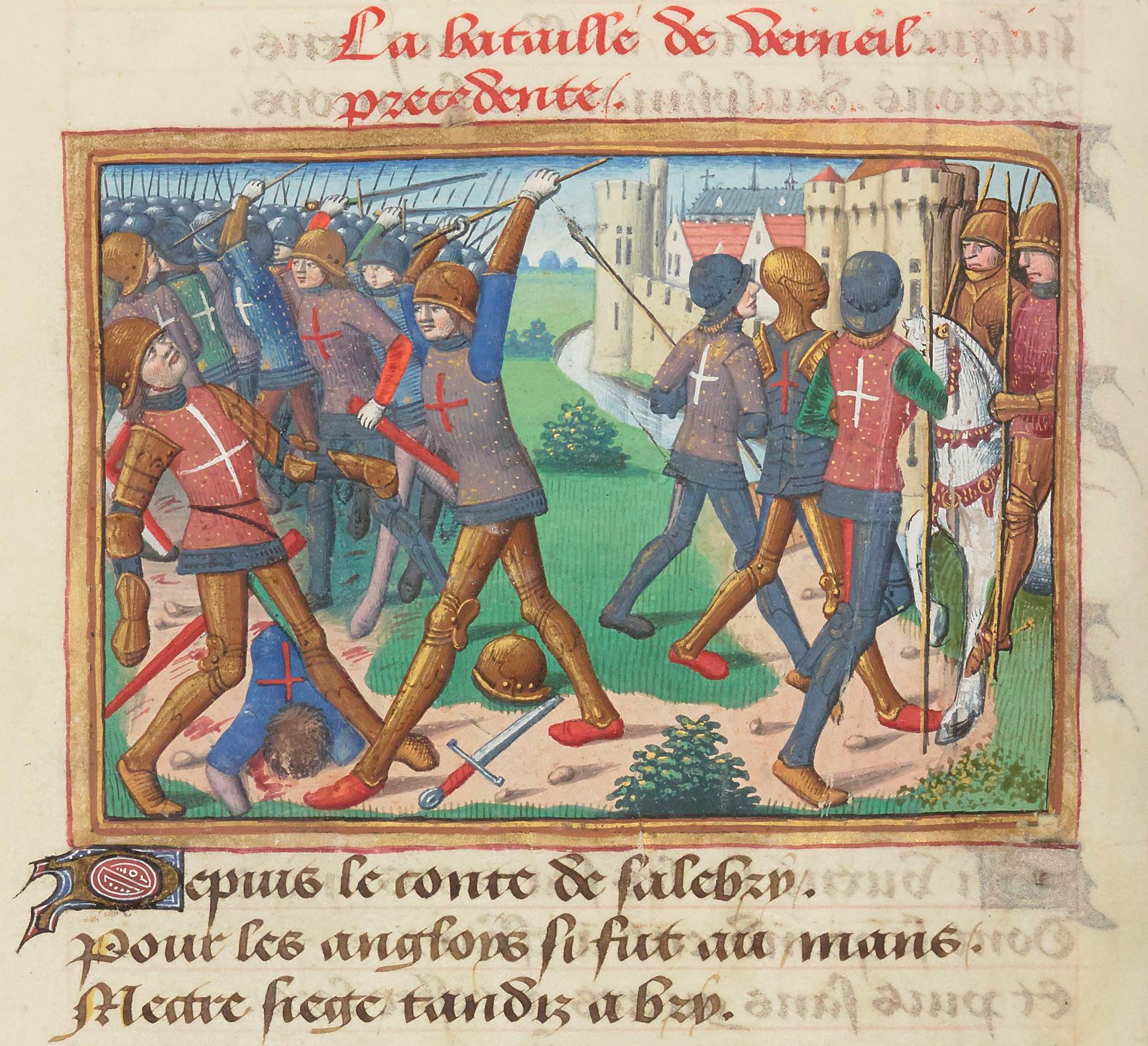
約翰戰死於1424年的韋納伊戰役。

雖然蘇格蘭軍獲得了新血，但很快的他們遭遇到更大的災難。1424年8月17日的韋納伊戰役，蘇格蘭軍很不明智地選擇在開放地帶和貝德福德公爵的英軍戰鬥。貝德福德公爵從蘇格蘭人後方發動激烈地攻擊，蘇格蘭人遭到法軍的放棄並被包圍，雖然他們決定背水一戰但仍被擊垮。
韋納伊戰役被認為是百年戰爭史中最血腥的一場戰役，被英格蘭人稱為第二次阿金庫爾戰役。總計6000名戰死者中有4000名蘇格蘭人。英軍損失1600人，大幅超越阿金庫爾戰役的損失，可見戰役激烈的程度。約翰·斯圖亞特和岳父道格拉斯伯爵一同戰死沙場。

## 後世影響

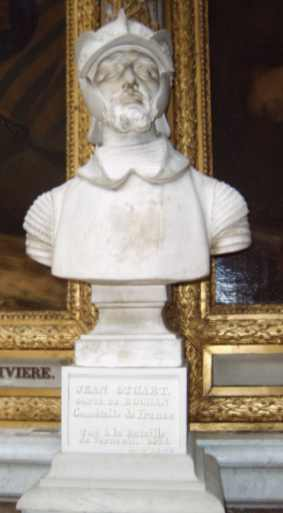
凡爾賽宮戰爭畫廊中的約翰·斯圖亞特胸像。

約翰·斯圖亞特之死對蘇格蘭國內政治帶來深遠影響，其父羅伯特·斯圖亞特的地位遭到動搖，不久後被詹姆斯一世逮捕處決，這導致阿爾巴尼的斯圖亞特家族幾乎完全滅亡。
約翰·斯圖亞特的胸像被放置在凡爾賽宮中的戰爭畫廊，自1837年開始展示至今。